# أكونتيز
الأكونتيز: هي عبارة عن ( aconitate الهيدراتيز ) ES(4.2.1.3) وهو انزيم ستيرو محدد للايزومر ويحدث داخل دورة حمض الستريك ويعتبرمن  العمليات الغير نشطة للاكسدة.

## الشكل البنائي
يحتوي على  هياكل مختلفة اعتماداً على إذا ما كان نشطاً أو غير نشط ( 6) (7) وينقسم هيكله إلى أربع   مجالات
( N_terminal)الطرفية وهي واحدة من الثلاث الأولى المشاركة في التفاعلات مع المجموعة)     Fe 4 (Sوأيضاً الموقع النشط يتكون من الوحدات البنائية من جميع المجالات الأربعة بما في ذلك( S_termi(nal الطرفية التي تأخد المجال الأكبر.
كما توجد مجموعات ومنها (Fe_s (  و ((SO 4 في الموقع النشط تعمل على تنشيط الإنزيم فتحصل    على ذرة حديد إضافيه فتتكون كتلة من عنصر (Fe_4s ((7)(8) أما بقية الإنزيمات لا تتغير أبدا تبقى محفوظة في نفس الموضع والفرق يكون (0.1 )انجستروم.

## الوظيفة
على خلاف غالبية البروتينات التي تعمل على حوامل إلكترون فكتلة الحديد والكبريت تتفاعل مباشرة مع الإنزيم. يحتوي الكونتيز على كتلة [fe4S4] ^2    تتحول إلى عنصر (L) غير نشط.
وتشكل الكونتيز التخليق الحيوي لليوسين وهي متجانسات النيوكليتيد وهي 28 عائلة مكونة منIRS)   ) وهي عبارة عن تراكيب غير حلقية تنظم تخزين الحديد وتصنيع الهيم وامتصاص الحديد كما أنه يرتبط مع الريبوسوم ويتحكم  في دورات الحمض النووي الريبوزي ويرتبط البروتين في 3 و5 من كل المناطق التالية ((IRE_BP . IRES ويتم تثبيط الكونتيز عن طريق  الفلوروآسيتيت ( ( fluoroacetate وهي تكون سامة ولا يمكن أن ترتبط بالكونتيز وبالتالي يتم إيقاف حمض الستريك وتعتبر مجموعة الكبريت   الحديدية حساسة للغاية بسبب الأكسيد الفائق.
يتم تحرير cis conitate) ) من الإنزيم ويعاد تثبيته في وضع isocitrate)   ) لإكمال التفاعل (1 ( وتوجد فرضية أخرى لcis aconitate ) ) يبقى مرتبطا بالإنزيم أثناء تقلبه من الستيرات (10)     والكونتيز يحفز القضاء على إزالة أو إضافة الماء وتقوم البقايا السيرين والهستدين بالتعويض عن أعمالها التحفيزية فالهستدين يكون العنصر الأساسي فيقوم باستخراج البروتين من الماء من خلال تهيئة الكينوكليوفيل للهجوم في (c2) ويتم فصل البروتونات بواسطة ثنائي ((cis aconitate لاستكمال الترطيب وينتج( (isocitrate  (10)